# ديفيد غامبل
ديفيد غامبل (بالإنجليزية: David Gamble)‏ هو لاعب كرة قدم أمريكية أمريكي، ولد في 14 يونيو 1971 في ألباني في الولايات المتحدة.

## وصلات خارجية
- ديفيد غامبل على موقع مرجع كرة القدم المحترفة.كوم (الإنجليزية)